# Max Jacoby
Max Jacoby, später Max-Moshe Jacoby (* 8. Juni 1919 in Koblenz-Ehrenbreitstein; † 15. März 2009 in Berlin), war ein deutscher Fotograf und Bildjournalist.
.

## Leben

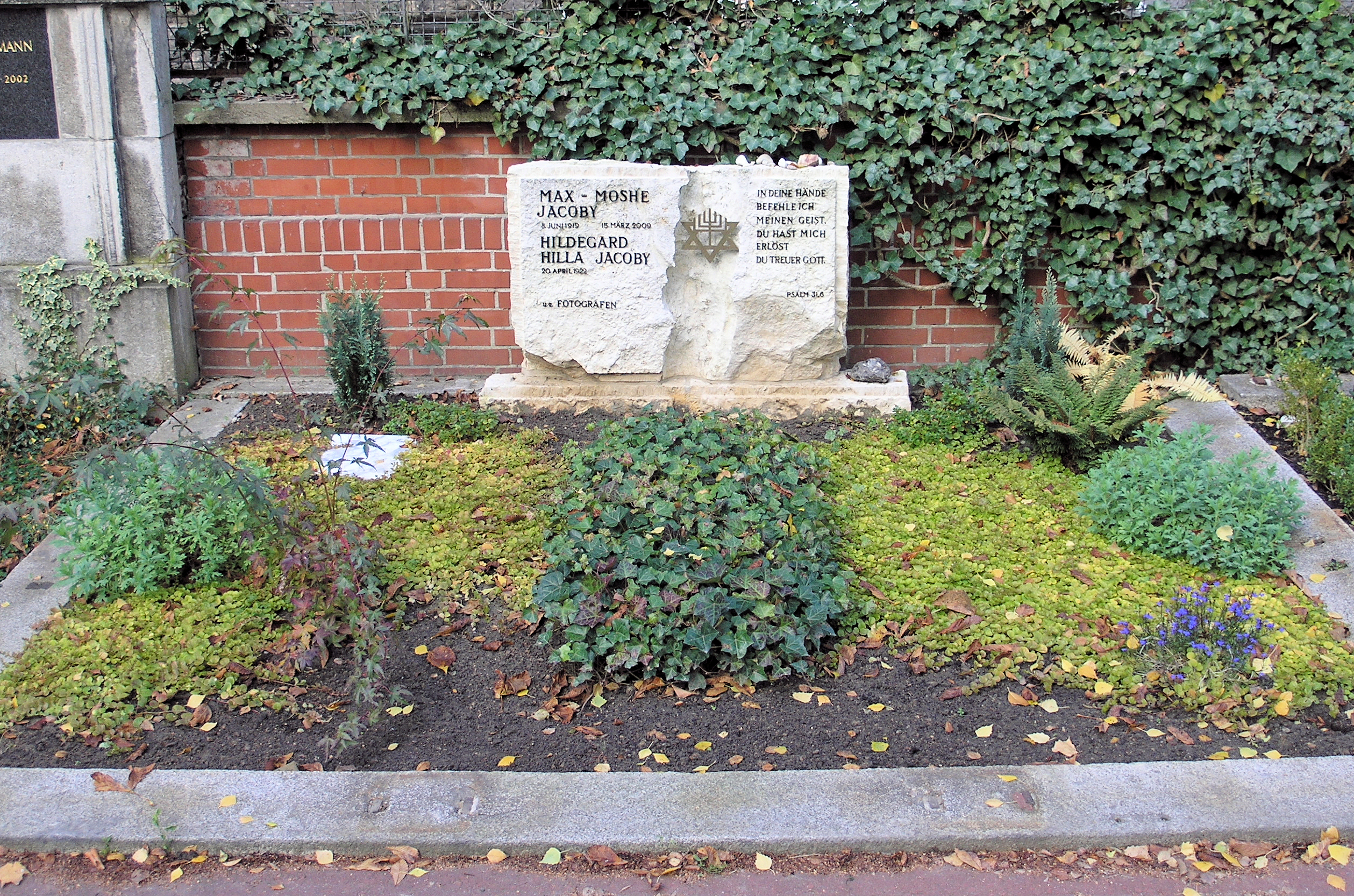
Grabstätte, Stubenrauchstraße 43–45, in Berlin-Friedenau

Max Jacoby, Sohn von Meta Brahms und des Kaufmanns Hans Jacoby, war Jude und wuchs in Koblenz auf, wo seine Eltern ein Kaufhaus besaßen. Mitte der 1930er Jahre zog er nach Berlin, um sich dem rassistischen Verfolgungsdruck in der Schule zu entziehen. In Berlin begann er seine Ausbildung zum Fotografen. 1937 konnte Jacoby nach Buenos Aires auswandern. Er arbeitete zunächst als Vertreter, dann als Assistent bei dem Fotografen Georges Friedman. 1941 machte er sich selbstständig, arbeitete in New York und Südamerika für Zeitschriften und Werbeagenturen. 1951 wurde er Mitbegründer der Fotografengruppe Group of Ten / La Carpeta de los Diez, die prägend für die moderne südamerikanische Fotografie wurde. 1957 kehrte er nach Berlin zurück. Seine spätere Frau, die Schauspielerin und Regisseurin Hildegard „Hilla“ Gerberding (1922–2017), half ihm, sich den Deutschen wieder zu nähern. Entscheidend für ihn, den nun messianischen Juden, war außerdem die Hinwendung zu Jesus Christus.
Arbeiten von Max Jacoby wurden in zahlreichen internationalen Fotoschauen wie der Weltausstellung der Photographie 1966, „Unterwegs zum Paradies“ und „Die Kinder der Welt“ (1968) gezeigt.
Seine Werke, veröffentlicht etwa in Foto-Bildbänden, Büchern und internationalen Magazinen, zeigen Länder, Städte und Menschen, Portraits von Persönlichkeiten aus Kunst, Wissenschaft, Politik und Wirtschaft (etwa Marcel Marceau, Käthe Kollwitz und Tilman Riemenschneider). Zudem war er als Industrie- und Werbefotograf tätig.
Sein Grab befindet sich auf dem Friedhof Schöneberg III in Berlin.

## Einzelausstellungen (Auswahl)
- Buenos Aires, 1948 und 1956
- Galleria il diaframma, Mailand, 1969
- Photo Galerie „Die Brücke“, Wien, 1971
- The photographer’s gallery, London, 1978
- Galerie argus fotokunst, Berlin, 1999
- Landesmuseum Koblenz, 2003
- Galerie argus fotokunst, Berlin, 2005
- Galerie argus fotokunst, Berlin, 2009
- Johanna Breede PHOTOKUNST/Sammlung Norbert Bunge, Berlin 2024

## Publikationen
(ab 1978 zusammen mit seiner Ehefrau Hilla Jacoby)
- Symposion europäischer Bildhauer 1961–1962, 2 Bände. 1963
- Käthe Kollwitz : das plastische Werk, 1967
- Berlin: Impressionen, 1968
- Riemenschneider, 1968
- Shalom: Impressionen aus dem Heiligen Land / The Land of Israel, 1978 (Mit einem Essay von Heinrich Böll)
- Schweden, 1978
- Hallelujah Jerusalem: mit Texten aus der Heiligen Schrift, 1980
- New York: Portrait einer Weltstadt, 1981
- Jesus Christus, Hoffnung für die 80er Jahre: Foto-Dokumentation der Berliner Bekenntnistage ’81, 1981
- Wir leben in einem Dorf. Eine Woche mit Kaija, 1981 (Kinderbuch)
- The last days of Jesus, the Jerusalem Passionplay, USA 1982
- Die Juden – Gottes Volk, 1983
- Liebe deinen Nächsten, 1984
- Fürchte dich nicht, 1985
- Ich bin bei dir, 1985
- Damit wir leben können: die 10 Gebote, 1987
- Das Wunder Israel / Israel – the miracle, 1988
- Mit Jesus unterwegs: eine Fotoreise durch das Heilige Land, 1990
- Nächstes Jahr in Jerusalem, 1994
- Bilderreise durch das biblische Land, 1997 (Mit einem Vorwort von Teddy Kollek)
- Der Fotograf Max Jacoby: Bilder der 60er und 70er Jahre. Katalog zur gleichnamigen Sonderausstellung des Landesmuseums Koblenz. Landesmuseum, Koblenz 2003. ISBN 3-935690-16-9
- Max Jacoby: Leben und Werk eines jüdischen Fotografen. Katalog zur Ausstellung im Landesmuseum Koblenz 2020. Wienand, Köln 2020. ISBN 978-3-86832-567-6

## Ehrungen
Max und Hilla Jacoby erhielten vier Goldmedaillen und andere Auszeichnungen für die Fotobildbände Shalom und New York.
- Goldmedaille, Art Directors Club, Buenos Aires 1955
- Grand Prix, Asahi world contest, Tokio 1964
- Obelisk der „Photokina“, Köln 1976
- Kulturpreis der Stadt Koblenz, 1987